# Carmarthen Town A.F.C.
Carmarthen Town A.F.C. (Jęz. walijski: Clwb Pêl-droed Tref Caerfyrddin) – półprofesjonalny walijski klub piłkarski z miasta Carmarthen, występujący w Cymru South.

## Historia
Klub powstał w 1948 roku, jednak przez długi czas nie odnosił większych sukcesów, występując w amatorskich ligach Walii. Przełom nastąpił w połowie lat 90. XX w. W 1996 roku piłkarze Carmarthen Town wygrali rozgrywki Welsh Division One, awansując tym samym do Welsh Premier League po raz pierwszy w historii. Od tego czasu występują oni nieprzerwanie w najwyższej klasie rozgrywkowej swego kraju. W międzyczasie występowali także trzykrotnie w finale Pucharu Walii, sięgając po to trofeum w 2007 roku po zwycięstwie 3:2 nad Afan Lido F.C. Z kolei najwyższą jak dotąd pozycją w Welsh Premier League było 3. miejsce w 2001 roku.
W sezonie 2005/2006 Carmarthen Town A.F.C. zadebiutowało w europejskich pucharach. W 1. rundzie eliminacji Pucharu UEFA piłkarze walijscy wyeliminowali irlandzki Longford Town F.C. (0:2 na wyjeździe i 5:1 u siebie). W kolejnej rundzie odpadli jednak przegrywając dwukrotnie ze znanym duńskim zespołem FC København po 0:2.
Drugi start w Pucharze UEFA miał miejsce po zdobyciu Pucharu Walii, w sezonie 2007/2008 tych rozgrywek. Carmarthen Town przegrało jednak wówczas dwukrotnie wysoko (1:8 i 3:6) z norweskim SK Brann.

## Osiągnięcia
- Zdobywca Pucharu Walii (1): 2006/07
- Finalista Pucharu Walii (2): 1998/99, 2004/05
- Puchar Ligi Walijskiej:
  - zdobywca (1): 2004/05
  - finalista (1): 2003/04

## Europejskie puchary
Legenda do wszystkich tabel:
- Q – runda eliminacyjna, 1/16, 1/8, 1/4, 1/2 – odpowiednia faza rozgrywek, Grupa – runda grupowa, 1r gr – pierwsza runda grupowa, 2r gr – druga runda grupowa, F – finał, R – runda, PO – play-off
- k. – rzuty karne, los. – losowanie, Dogr. – dogrywka, w. – zasada bramek strzelonych na wyjeździe

| Sezon   | Rozgrywki        | Runda | Przeciwnik     | Dom | Wyjazd | Ogólnie |
| ------- | ---------------- | ----- | -------------- | --- | ------ | ------- |
| 2001    | Puchar Intertoto | 1R    | AIK Fotboll    | 0–0 | 0–3    | 0–3     |
| 2005/06 | Puchar UEFA      | 1Q    | Longford Town  | 5–1 | 0–2    | 5–3     |
| 2005/06 | Puchar UEFA      | 2Q    | FC København   | 0–2 | 0–2    | 0–4     |
| 2006    | Puchar Intertoto | 1R    | Tampere United | 1–3 | 0–5    | 1–8     |
| 2007/08 | Puchar UEFA      | 1Q    | SK Brann       | 0–8 | 3–6    | 3–14    |